# Cunk on Life
Cunk on Life är en brittisk komedifilm i mockumentärstil som är baserad på TV-serien Cunk on Earth, med Diane Morgan som journalisten Philomena Cunk.
Den hade premiär på BBC 2 den 30 december 2024 och global premiär på strömningstjänsten Netflix den 2 januari 2025. Filmen är regisserad av Al Campbell efter ett manus skrivet av Charlie Brooker, Ben Caudell och Erika Ehler.

## Handling
Filmen kretsar kring dokumentärfilmaren Philomena Cunk som fortsätter att förvirra filosofer och akademiker i sin jakt på livets mening.

## Rollista (i urval)
- Diane Morgan – Philomena Cunk
- Jerry Wilder – Adam